# Krittin Kitjaruwannakul
Krittin Kitjaruwannakul (กฤติน กิจจารุวรรณกุล; nascido em 4 de julho de 2003), conhecido pelo apelido de Pooh (พูห์) é um ator tailandês. Ele é mais conhecido por seu papel como Charlie em Pit Babe: The Series (2023).

## Início da vida e educação
Pooh nasceu na Tailândia em 4 de julho de 2003. Atualmente, ele está cursando bacharelado em Robótica e Inteligência Artificial na Universidade de Chulalongkorn.

## Carreira
Em 2023, Pooh foi contratado como artista pela agência de produção e talentos Change2561. Nesse mesmo ano, ele fez sua estreia como ator na série Pit Babe como Charlie, um jovem recém-formado, quer ser piloto de corrida, mas não tem seu próprio carro de corrida. A única solução que ele encontrou foi pedir ajuda a Babe (Pavel Naret), um famoso piloto de corrida. Em maio de 2025, ele estreou na 2ª temporada da série chamada Pit Babe 2. Ele está definido para estrelar a série Goddess Bless You from Death ao lado de Naret Promphaopun (Pavel).

## Filmografia

### Séries de televisão
| Ano           | Título                       | Personagem     | Notas           | Canal        |
| ------------- | ---------------------------- | -------------- | --------------- | ------------ |
| 2023–presente | Pit Babe:The Series          | Charlie        | Papel principal | iQIYI, One31 |
| TBA           | Goddess Bless You from Death | Thup Thammawat | Papel principal |              |